# Maersk Air
Maersk Air var ett danskt flygbolag grundat 1969 som sedan 2005 ingår i Sterling European Airlines. Maersk Air köptes upp av det isländska företaget Fons eignarhaldsfelag och blev sammankopplat med andra danska investeringar i det isländska företaget. Företaget bytte senare namn till Sterling Airlines och en månad senare såldes det till den isländska FL-gruppen, som bland annat äger Icelandair och 16,8% av lågprisflygbolaget easyJet. År 2008 gick Sterling Airlines i konkurs.

## Historia
AP Moller-Maersk Group började undersöka möjligheterna att expandera till flygverksamheten i mitten av 1960-talet. Med företagets starka profil och erfarenhet inom internationell handelssjöfart sedan början av 20-talet, och koncernens många andra aktiviteter transporter var flygfrakt ses som nästa steg i utvecklingen av företaget. Eftersom dansk lag uteslutas chartrade flygfrakt i Danmark (en policy att inte upphävdes förrän 1987), tog Maersk stället över Falck Air företaget 1969, som drev en linjetrafik mellan Köpenhamn och Odense. Maersk Air var fött, och tre nya Fokker F-27 flygplan köptes för reguljär och charter verksamhet.
Flygningar till Vágar på Färöarna startade 1971.
Boeing 720-051B flygplan köptes begagnade år 1973 från Northwest för att möjliggöra expansion i stadgan semestern marknaden och samtidigt förvärvades sina första helikoptrar för att tjäna Nordsjöns oljefält från Esbjerg. Maersk företagsidentitet av himmel blå och sju spetsiga stjärnan logo. Maersk namn appliceras på flygplanen för första gången. Men hela tiden var det ekonomiska resultatet en besvikelse, och en större omstrukturering var nödvändig i början av 1980 för att säkerställa flygbolagets överlevnad.
Boeing 737 infördes 1976, och företaget blev en testkund för Boeing, som utvärderade flygbolagets 737 på den korta landningsbanan på Vágar flygplats på Färöarna. Maersk skulle också vara ett test företag för Boeing med 737-300 1985, och 737-700 1995.
De första internationella rutter grundades i början av 1980, först till Stavanger i Norge och Southend-on-Sea i Storbritannien. Maersk tog också full äganderätt till Köpenhamns flygplats Services (numera Novia) 1989, efter att tidigare ha varit delägare.
Under 1990-talet skedde en betydande expansion i Europa och flottan växte. Maersk köpte också 49% av Estonian Air, men detta senare avyttrades till SAS under 2003.
Ett brittiskt dotterbolag "Maersk Air Ltd" bildades under 1993, efter delningen av Brymon European Airways baserat på Birminghams och Plymouth flygplatser, och var från början utrustad med en flotta av BAC 1-11 och Jetstream 31. Dessa så småningom ersättas av en ny flotta av fem Boeing 737-500 och sex Bombardier CRJ-200. En BAe Jetstream 41 kom också till flottan vid ett tillfälle, för att driva rutten till Newcastle. Maersk Air Ltd drivs som ett British Airways franchise i hel BA målning. Ett antal linjer drevs till europeiska destinationer, inklusive Amsterdam Schiphol. Denna enhet såldes senare till ledningen men upphörde under 2004.
En ny målning infördes 2004 som ersatte den himmelsblåa målningen med mörkblå rand som hade använts sedan 1970-talet.
Den 30 juni 2005 enades AP Moeller-Maersk att sälja Maersk Air till Fons Eignarhaldsfélag, och i september 2005 slog de nya ägarna ihop Maersk Air med Sterling European Airlines. En månad senare sålde den nya enheten till Icelandairs ägare, FL Group. 

## Flotta
Flottan innan sammanslagningen var följande:
- 5 Boeing 737-500
- 13 Boeing 737-700